# ۳۰ دقیقه یا کمتر (فیلم)
۳۰ دقیقه یا کمتر (به انگلیسی: 30 Minutes or Less) فیلمی آمریکایی در ژانر اکشن و کمدی سیاه به کارگردانی روبن فلیشر محصول سال ۲۰۱۱ است که در ۱۲ آگوست ۲۰۱۲ اکران شد. اتفاقات این فیلم در شهر گرند رپیدز، میشیگان روی می‌دهد‌. این فیلم نقدهای متوسطی از سوی منتقدان دریافت کرد، هرچند که اجرای تیم بازیگری تحسین شد.

## داستان
دو خلافکار تازه‌کار، پسری جوان که کارش تحویل پیتزا است را می‌دزدند و در حالی که یک بمب به او بسته‌اند، او را مجبور می‌کنند ظرف مدتی کوتاه به یک بانک دستبرد بزند، و در غیر این صورت …

## بازیگران
- جسی آیزنبرگ در نقش نیک دیویس
- دنی مک‌براید در نقش دواین "کینگ دواین" میکووالسکی
- عزیز انصاری در نقش چت فلانینگ
- دیلشاد وادساریا در نقش کیت فلانینگ، خواهر چت
- مایکل پنیا در نقش چانگو، بادیگاردی که همکار جویسی است
- بیانکا کایلیک در نقش جویسی، رقاصی که با دواین دوست می‌شود
- فرد وارد در نقش جری میکووالسکی، پدر دواین
- برت گلمن در نقش کریس، رئیس نیک

## حواشی
داستان این فیلم شباهت زیادی به داستان واقعی مرگ برایان ولز در سال ۲۰۰۳ دارد. برایان ولز یک مامور تحویل پیتزا آمریکایی بود، که مجبور به پوشیدن بمب و تلاش برای سرقت از بانک، به دستور یک مغز متفکر مجرم شد. تحقیقات حاکی از آن بود که انگیزه این سرقت این بود که متهم با استفاده از پول سرقت شده، یک قاتل حرفه‌ای استخدام کند تا پدرش را بکشد و ارث را دریافت کند، درست مانند فیلم. برخلاف فیلم، ولز توسط بمب کشته شد. سونی این شایعات را رد کرد و اعلام کرد که هیچکدام از عوامل از این ماجرا خبری نداشتند.